# Bailar pegados
Chansons représentant l'Espagne au Concours Eurovision de la chanson
Bandido
(1990) Todo esto es la música
(1992)
Bailar pegados (en français Danser enlacés) est la chanson représentant l'Espagne au Concours Eurovision de la chanson 1991. Elle est interprétée par Sergio Dalma.

## Composition
Bailar pegados est composé par Julio Seijas (es) avec des paroles de Luis Gómez-Escolar et est enregistré par Sergio Dalma pour son deuxième album studio Sintiéndonos la piel. C'est une ballade romantique.
Dalma enregistre la chanson en français, Danser contre toi, avec des paroles de Pierre Grosz et en italien, Ballare stretti, avec des paroles de Paolo Limiti.

## Sélection
Televisión Española (TVE) sélectionne en interne la chanson comme candidate à la 36e édition du Concours Eurovision de la chanson. Pour que la chanson participe au concours, il faut supprimer un couplet et un refrain pour qu'elle tienne dans trois minutes.

## Eurovision
La chanson est la dix-neuvième de la soirée, suivant Geef het op, interprétée par Clouseau pour la Belgique, et précédant A Message to Your Heart interprétée par Samantha Janus pour le Royaume-Uni.
À la fin des votes, la chanson obtient 119 points et finit à la quatrième place sur vingt-deux participants.

### Points attribués à l'Espagne
| 12 points         | 10 points                    | 8 points                           | 7 points               | 6 points                                           |
| ----------------- | ---------------------------- | ---------------------------------- | ---------------------- | -------------------------------------------------- |
| - Chypre - Suisse | - Grèce                      | - Portugal - Turquie - Yougoslavie | - Allemagne - Autriche | - Belgique - France - Irlande - Luxembourg - Malte |
| 5 points          | 4 points                     | 3 points                           | 2 points               | 1 point                                            |
|                   | - Finlande - Norvège - Suède |                                    | - Islande - Israël     | - Royaume-Uni                                      |

## Classement des ventes
| Classement (1986)         | Position |
| ------------------------- | -------- |
| Billboard Hot Latin Songs | 6        |

## Postérité
600 000 singles sont vendus en Espagne en 1991.
Bailar pegados devient un thème courant dans les compilations de chansons romantiques et de grandes chansons de l'histoire de la pop en Espagne. En mai 2008, elle est choisie lors du gala de la TVE Europasión comme la meilleure chanson espagnole de l'Eurovision par un vote populaire, interprétée à cette occasion par le chanteur David Civera (es).
La chanson fait partie de la bande originale du film El club de los suicidas (es) réalisé par Roberto Santiago (es), sorti en 2007.